# 恩斯特·林德曼
奥托·恩斯特·林德曼（德語：Otto Ernst Lindemann，1894年3月28日—1941年5月27日）是一位德国海军上校，也是二战中俾斯麦号战列舰服役8个月期间唯一的一任舰长。他于1913年加入德意志帝国海军，在接受了基本的军事训练后，于一战期间曾在多艘军舰上服役，担任无线电报官。1917年，林德曼在巴伐利亚舰上参与了阿尔比恩行动。一战结束后，他又在各种参谋和海军射击训练岗位上任职。
二战爆发一年后，他被任命为俾斯麦号的舰长，该舰是当时世界上最大的战列舰之一，也是战争海军（纳粹德国海军）的骄傲。1941年5月，林德曼在莱茵演习行动中指挥俾斯麦号。俾斯麦号和重巡洋舰歐根亲王号组成了一支特遣部队，受海军上将京特·吕特晏斯指挥。他们接到命令，要从德佔波兰的基地出发，袭击英国在大西洋的商船航线。特遣部队的首场主要交锋是丹麦海峡海战，致使英国战列巡洋舰胡德号沉没。不到一周后，即5月27日，林德曼与他的大部分船员都在俾斯麦号的最后一战中丧生。他在死后获追授予骑士铁十字勋章，这是当时纳粹德国军事和準军事部队的最高荣誉。1942年1月6日，勋章由他的遗孀希尔德加德代领。

## 早年生活
奥托·恩斯特·林德曼于1894年3月28日出生在莱茵省韦斯特林山区的阿尔滕基兴。他是法学博士格奥尔格·海因里希·恩斯特·林德曼（Georg Heinrich Ernst Lindemann）与妻子玛利亚·林德曼（Maria Lindemann，本姓Lieber）所生的三个孩子中的老大。以“恩斯特”著称的格奥尔格·林德曼曾是一名初审法官，后来担任普鲁士信贷银行——普鲁士中央土地信贷公司的总裁。
奥托·恩斯特·林德曼于1894年4月26日在新教教堂受洗。1895年，他们举家搬迁至柏林的夏洛滕堡区，居住在卡默街（Carmerstraße）6号。在此期间，他的二弟库尔特、三弟汉斯-沃尔夫冈相继于1896年和1900年出生。1903年，这家人又搬到了柏林的达勒姆区，毗邻格鲁讷瓦尔德森林。
1910年，当林德曼16岁时，他的表叔、海军上校弗里德里希·蒂斯迈尔（Friedrich Tiesmeyer）正在帝国海军的小巡洋舰美因茨号担任舰长（1909年10月－1910年1月），当时的军衔为海军中校。在哈默尔恩的一次家庭聚会上，林德曼和他的表叔聊天，并听说了对方在远东的航海冒险。这些谈话使林德曼萌生了加入海军的念头。
1912年末，林德曼从柏林维尔默斯多夫的俾斯麦文理中学毕业并取得高中文凭，整体成绩为良好。在接下来的六个月里，他都在位于伦敦里奇蒙的皇家理工学院进修。

## 个人生活
恩斯特·林德曼于1920年春天与柏林歌手夏洛特·魏尔（Charlotte Weil，本姓Fritsche，1899年－1979年）结识并相爱。这对夫妇于1921年2月1日完婚，并于1924年2月26日诞下一个女儿赫尔加·玛利亚（Helga Maria）。作为一名海军军官，林德曼需要长期与家人分离。这对婚姻而言过于苛刻，于是他们在1932年离婚。1933年7月20日，林德曼再次与他最小弟弟的妻妹希尔德加德·布尔夏德（Hildegard Burchard）订婚。希尔德加德比林德曼小14岁。1934年10月27日，他们在柏林达勒姆的圣亚纳堂完婚。仪式由馬丁·尼莫拉主持，这是認信教會的创始人之一，后来因反对纳粹而入狱。他们有一个女儿海蒂·玛利亚（Heidi Maria），出生于1939年7月6日。

## 海军生涯

### 帝国海军
1913年3月26日，林德曼与父母一同前往弗伦斯堡，在米尔维克海军学校接受体格检查。他父母雄厚的经济背景使他成为帝国海军的合适人选，因为自1909年起的海军教育为期八年，每年的费用高达800－1000马克。相比之下，金属工人的年收入仅为1366马克，教师为3294马克。当时只有5%的德国人年收入超过3000马克。然而，医生证明他只适合执行有限的任务，因为童年时曾患肺炎使他不适合在潜艇服役。经过第二轮筛选后，他获得见习资格，成为“1913届”（即1913年入学）的290名年轻人之一。1913年4月1日，林德曼正式加入帝国海军，军衔为海军学员。

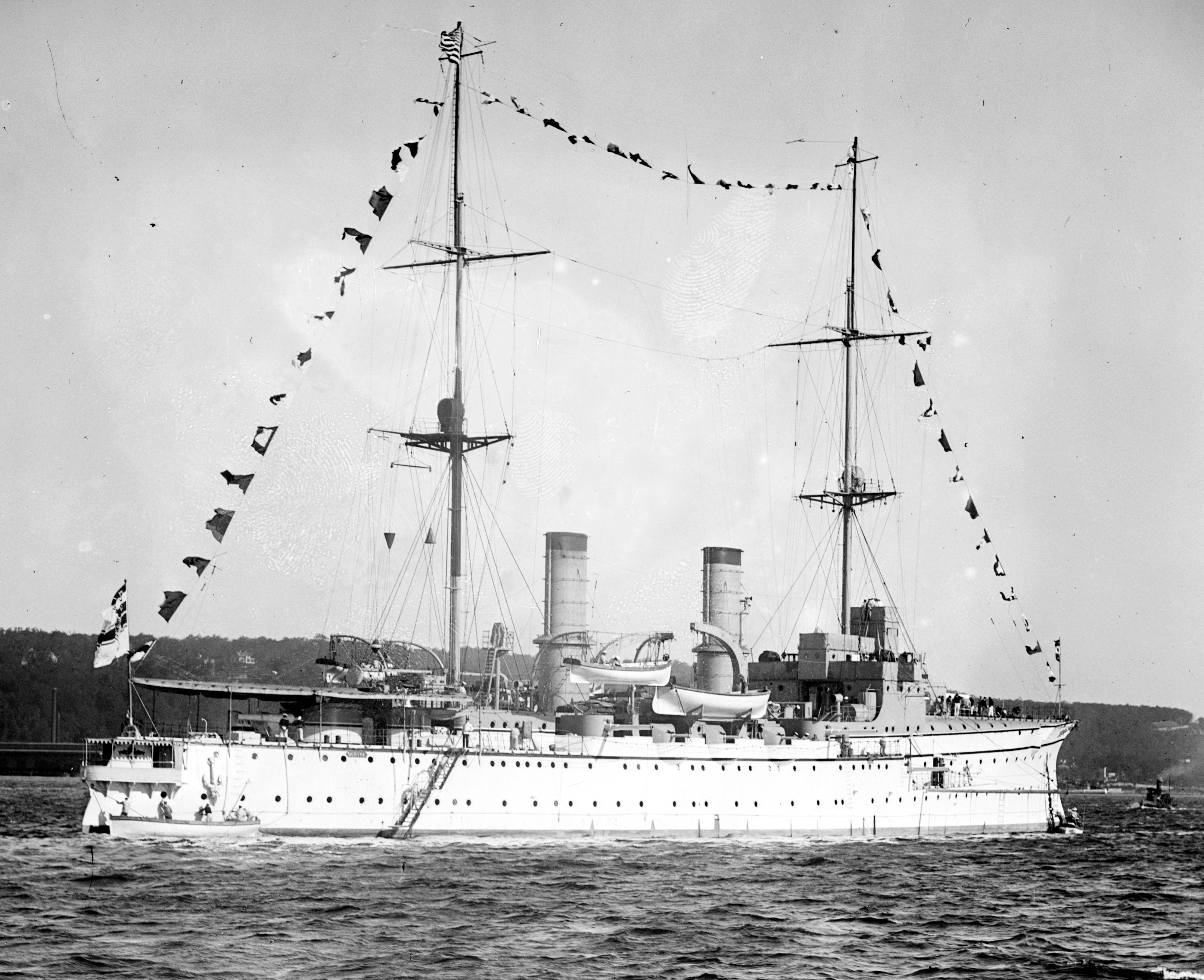
赫塔号

1913年5月初，“1913届”的学员被分别派往训练舰汉萨号、赫塔号、维多利亚·路易丝号和菲内塔号。其中林德曼和他的71位战友获委派至赫塔号。当时赫塔号的舰长为海因里希·罗哈特（Heinrich Rohardt），这是他表叔弗里德里希的朋友。他们于5月9日登舰，随即被分成数个值更组，每组约由18人组成。赫塔号离开米尔维克后便在基尔停留至月底。1913年5月29日，舰只前往斯维内明德，在那里一直待到6月15日。下一站是经由萨斯尼茨和維斯比驶向瑞典的斯德哥尔摩，于6月24日抵达。赫塔号在斯德哥尔摩停留至7月1日，然后前往挪威的卑尔根。几天后又继续航行至洛恩峡湾。在那里，林德曼第一次见到了他的总司令——德皇威廉二世。赫塔号随后回到德国，于1913年8月8日抵达威廉港。
一周后，赫塔号开始了为期七个月（1913年8月15日－1914年3月12日）的大西洋训练巡航。这次航行使林德曼到达了英格兰的达特茅斯、西班牙的比拉加尔西亚德亚罗萨、亚速尔的法亚尔岛以及诺瓦斯科舍的哈利法克斯。然后回程则是先行经墨西哥的韦拉克鲁斯、古巴的哈瓦那、海地的首都太子港、牙买加的京斯敦、特立尼达的西班牙港，然后到达加那利群岛、马德拉和西班牙大陆，至1914年3月中旬回到德国：舰只先是停靠在布伦斯比特尔休整，两天后才抵达基尔。林德曼于1914年4月3日获晋升为海军候补少尉。

### 第一次世界大战
随着1914年8月德国宣战，海军学校的所有进一步训练都被终止，常规的强制军官考试也被跳过。整个1913届的学员被分配至帝国海军的各个部队。其中林德曼被分配至洛林号担任第三无线电报官（III. FT Offizier; Funktelegrafie），这是一艘战列舰，隶属由海军中将赖因哈德·舍尔指挥的公海舰队第二战列分舰队。洛林号的主要任务是在北海巡逻，在阿尔滕布鲁赫（现为库克斯港的一部分）和布伦斯比特尔之间来回航行，但不参与交战。林德曼于1915年6月1日离开洛林号，去往米尔维克的无线电报学校就读。他顺利完成了课程，并于1915年7月从学校归来。随后，他接任了第二无线电报官（II. FT Offizier）的职位，袍泽们都开玩笑称这个职位很适合他的大耳朵。林德曼于1915年9月18日获晋升为海军少尉。

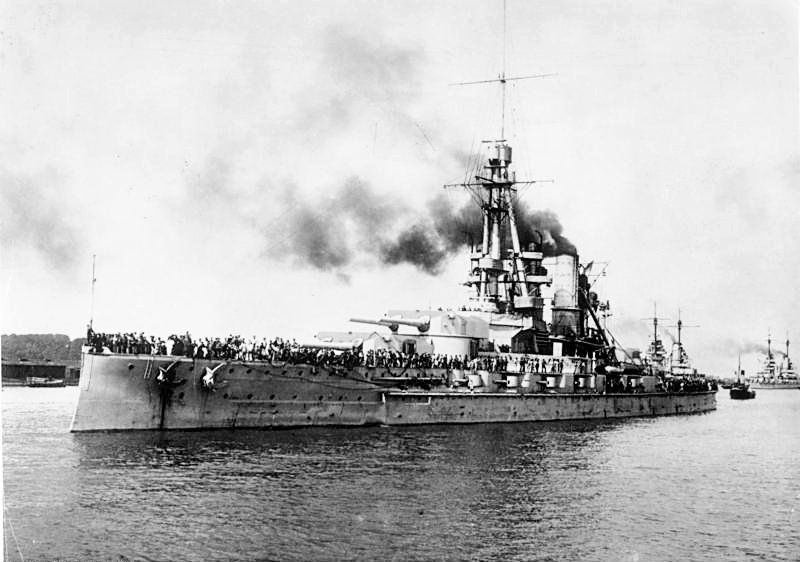
巴伐利亚号在基尔运河进行试验

1916年3月19日，林德曼被调到新入役的巴伐利亚号战列舰（舰长为海军上校马克斯·哈恩），以同样的军衔担任第二无线电报官。巴伐利亚号装备有八门380毫米重炮，是当时舰队中最具威力的舰只。它的船员大部分是从洛林号分派而来，而后者则转而担当训练舰。在巴伐利亚舰上，林德曼于1917年9月至10月参加了阿尔比恩行动（时任舰长为海军上校海因里希·罗哈特）。行动的目标是入侵和占领当时属于俄罗斯共和国的爱沙尼亚岛屿萨雷马岛、希乌马岛和穆胡島。1917年10月12日05:07，当巴伐利亚号进入射击阵位以掩护在帕默罗特的抢滩登陆时不慎触及了一枚水雷，造成七名水兵丧生。尽管受到水雷的破坏，巴伐利亚号仍然持续轰击希乌马岛南端的托夫里岬岸基炮台，直至当日14:00才解除阵位。在1917年11月1日返回基尔之前，舰只于10月13日在塔加湾进行了初步修理。
在1918年停战后，巴伐利亚号连同公海舰队的大部分舰只都被扣押在英国大舰队的母港斯卡帕湾。巴伐利亚号于1918年11月23日抵达那里，仅带着包括林德曼在内的175名骨干船员。林德曼随后受命返回德国，于次年1月12日抵达基尔。1919年6月21日，海军少将路德维希·冯·罗伊特下令凿沉己方舰队，巴伐利亚号于14:30沉没。

### 战间期：国家海军
当恩斯特·林德曼回到德国时，尚不确定他能否继续从军。根据1919年6月28日签订的《凡尔赛条约》，前德意志帝国海军将缩减至15000人，其中包括1500名军官，并在魏玛共和国时期更名为国家海军。由于林德曼在1913级是以第五名的成绩结业，他很有可能会被留任。1919年6月7日，他在隶属大柏林守卫团（Schutz-Regiment "Groß-Berlin"）的达勒姆守卫连（Schutzkompanie Dahlem）临时服役，后来又在新成立的海军司令部（Marinekommandoamt (A)）担任司令威廉·米夏埃利斯的副官（1919年8月1日－1922年9月30日）。海军司令部直接隶属于海军参谋本部。与此同时，他也在舰队部（Flottenabteilung (A II)）兼任任副官。在这次任务期间，林德曼于1920年1月7日获晋升为海军中尉。
林德曼的下一项任务（1922年10月1日－1924年9月30日）是登上汉诺威号战列舰，他在那里担任分队长兼瞭望官。在此次任务期间，他于1924年2月5日至5月3日在基尔的舰炮学校参加了军官课程。有及于此，从1924年10月1日至1926年9月26日期间，林德曼又在基尔的弗里德里希奥特负责指挥隶属第三海岸防卫部（Küstenabwehrabteilung III – K.W.A. III）的第一炮兵连（1. (Artillerie) Kompanie）。他当时的直属领导是海军少校奥托·舒尔策，这是一战期间的一名U艇舰长，并在后来成为了战争海军的大将。在此岗位上，林德曼于1925年1月1日获晋升为海军上尉。
接下来，林德曼去往波罗的海海军基地参谋部（1926年9月27日－1929年9月6日），首先是担任参谋，后来则成为基地指挥官、海军中将埃里希·雷德尔的助理。从这里，他于1929年9月7日至1930年2月25日被调至阿尔萨斯号担任第二炮官兼学员教官，负责对军校学员进行舰上培训。之后，他又以相同的军衔和职位调任石勒苏益格-荷尔斯泰因号。

### 战间期：战争海军

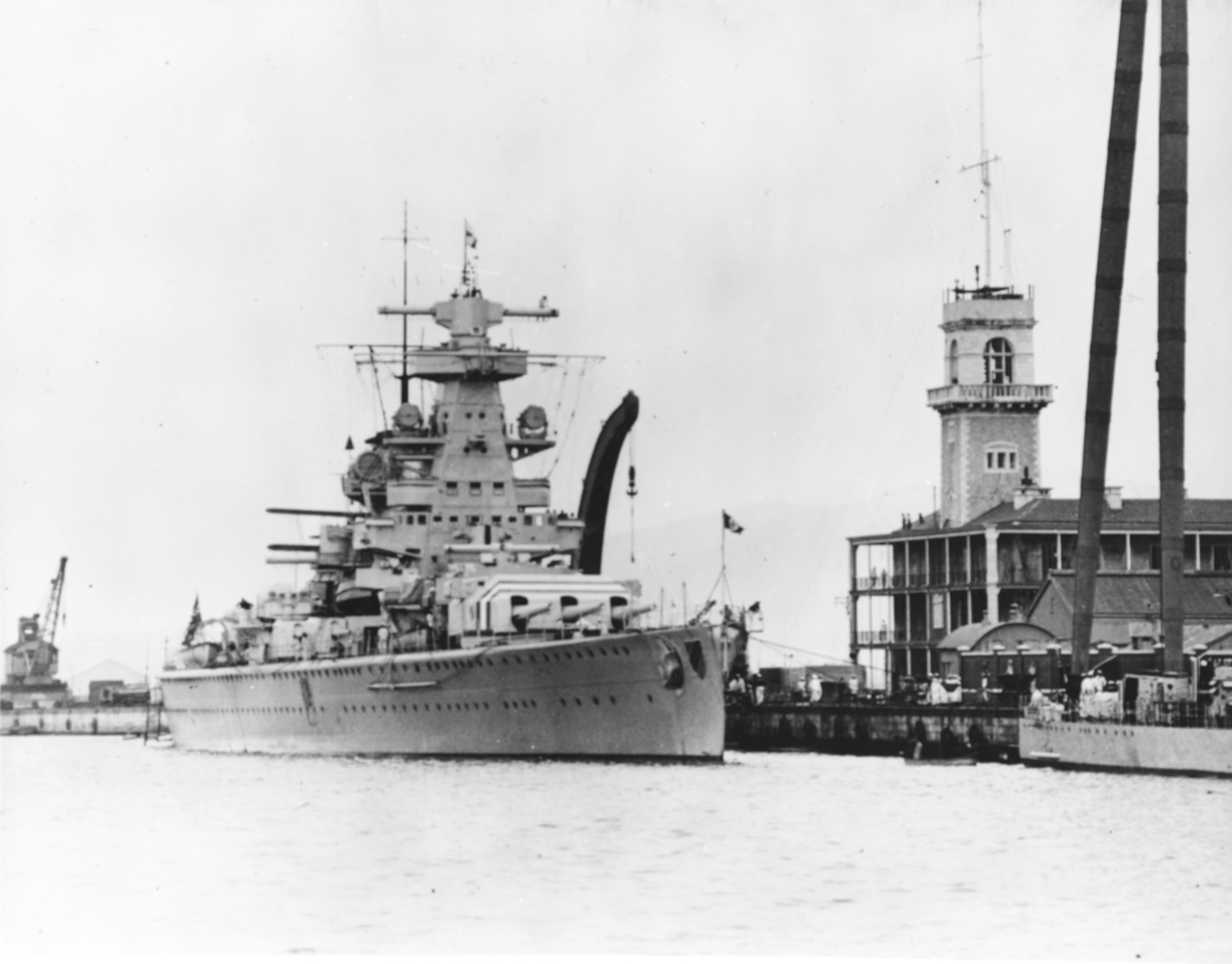
在西班牙内战期间，停泊于直布罗陀的舍尔将军号

1933年1月30日，随着阿道夫·希特勒领导的纳粹党在德国执政，海军迎来了军备重整的时代。1935年，国家海军更名为战争海军。在1931年9月22日至1934年9月22日期间，林德曼于基尔舰炮学校担任高级讲师。在此期间，他于1932年4月1日获晋升为海军少校。林德曼随后于1933年9月23日被派往黑森号，在时任舰长、海军上校赫尔曼·伯姆的麾下担任第一炮官直至1934年4月8日。翌日，他受命前往威廉港造船厂，登上由海军上校威廉·马沙尔指挥的装甲舰舍尔将军号进行建造培训并熟悉该舰。
在舍尔将军舰上，林德曼再度担任第一炮官，并以此职参与了西班牙内战（1936年7月24日－8月30日）。随着海军上将罗尔夫·卡尔斯于1936年7月23日13:45下达出击命令，舍尔将军号必须在短时间内为这次任务做好准备。正常的48小时的整备时间被缩短至12小时，这需要大量的船员，尤其是林德曼。作为第一炮官，他负责处理和储存所有弹药。舍尔将军号和装甲舰德国号于7月24日8:00离开德国。林德曼的主要职责包括指挥德军登陆部队，以及为马沙尔舰长提供外交援助和翻译。登陆部队由多达350人组成，其中包括11名军官，15名士官和266名水兵，约占船员总数的三分之一。在返回德国的航程中，舍尔将军号于1936年8月25日上午在直布罗陀停靠。马沙尔、林德曼和其他军官于此会见了英国总督和海军少将詹姆斯·萨默维尔。回到德国后，林德曼于1936年10月1日获晋升为海军中校。
在1936年至1938年间，林德曼是海军总司令部下属舰船建造局（Marinekonstruktionsamt，通称K局）的顾问和后来的负责人，同时也是海军训练部（Marineausbildungsabteilung）的顾问和后来的负责人。1938年4月1日，他获晋升为海军上校。1939年9月30日，即第二次世界大战爆发一个月后，随着海因里希·沃尔达格（Heinrich Woldag）上校登舰担任布吕歇尔号重巡洋舰的舰长，林德曼接替他成为基尔舰炮学校（Schiffsartillerie-Schule – SAS）的指挥官。此时他的麾下共有三个训练部门，包括炮术教练舰牛虻号和赫克托耳号，以及众多的炮训船、炮艇和辅助艇，偶尔还有希特勒的国家游艇——通报舰蟋蟀号。

### 俾斯麦号指挥官

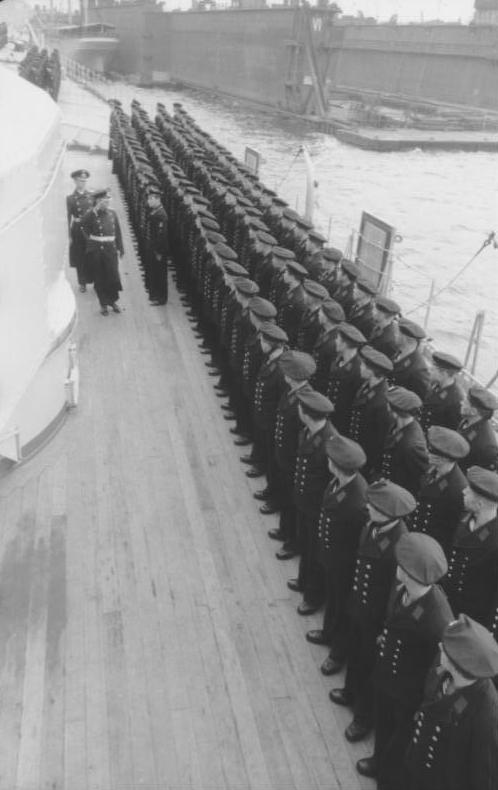
1940年8月24日，林德曼在俾斯麦号第一瞭望官汉斯·厄尔斯的陪同下检阅船员

作为海军舰炮学校的指挥官，恩斯特·林德曼从未与敌人正面接触，这曾令他感到沮丧。当得知自己被选为俾斯麦号战列舰的首任舰长时，他对受到上级的信任而感到荣幸，但他怀疑自己能否在战争结束前让俾斯麦号做好战斗准备。他的怀疑表明，他相信战争将在1940年代中期以对德国有利的结果结束。在指挥俾斯麦号之前，林德曼从未担任过任何舰载指挥职务，这种情况在战争海军中是罕见的。尽管如此，林德曼仅在主炮口径为280（11英寸）以上的舰只中服役过，是德国首屈一指的炮术专家。1940年，他在“1913届”学员中排名第二，被认为是一位杰出的领导者。

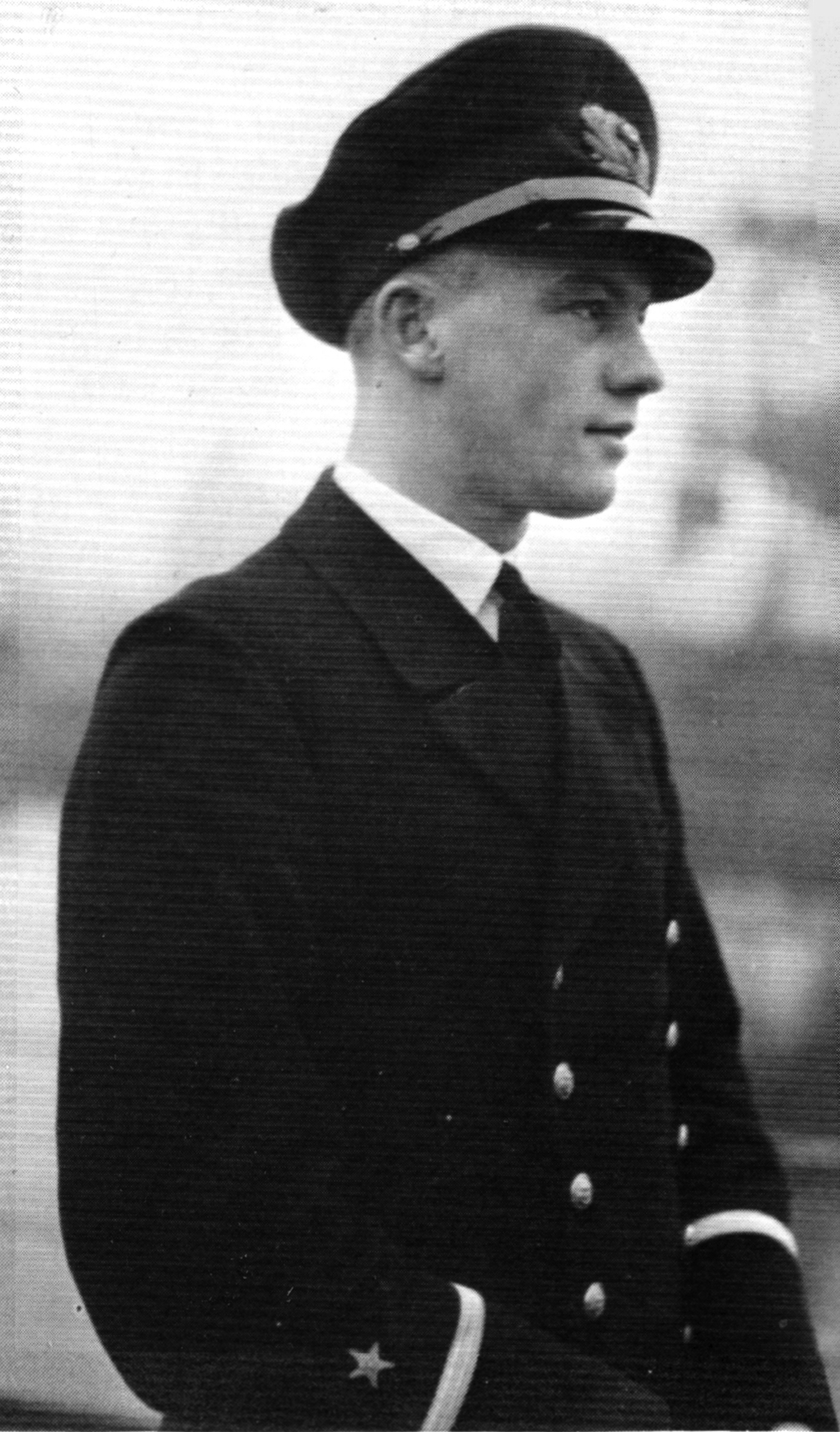
布卡德·弗赖赫尔·冯·米伦海姆-雷希贝格

林德曼于1940年8月初抵达位于汉堡的布洛姆－福斯造船厂。俾斯麦号于1936年7月1日进行龙骨架设，至于1939年2月14日下水。布卡德·弗赖赫尔·冯·米伦海姆-雷希贝格于1940年加入俾斯麦号担任第四炮官，他将成为该舰在1941年5月27日的最后一战中幸存下来的最高级别军官。如今对俾斯麦号最后时光的大部分了解都归功于他作为见证者的描述。林德曼任命米伦海姆-雷希贝格为他的私人副官，并指示他在称呼该舰时，用“他”而不是“她”；林德曼认为该舰威力巨大，不能以女性指代。他于1940年8月24日登舰服役。他对该舰表现出极大的感情，受到船员们的尊敬。
俾斯麦号于1940年9月28日上午离开基尔峡湾，向东行驶。在经历了一段波澜不惊的航行后，舰只于翌日抵达但泽湾（今格但斯克湾）的哥滕哈芬（今格丁尼亚）。在这里，俾斯麦号展开了若干相对安全的海上试航。至1940年11月30日，林德曼为船员设置的一系列测试，他们轻松通过了。在高速试验期间，俾斯麦号的最高速度达到30.8節（57.0每小時；35.4英里每小時），超过了设计速度。然而，一项设计缺陷也很快暴露出来：若只使用螺旋桨而不使用舵，俾斯麦号几乎无法操纵。

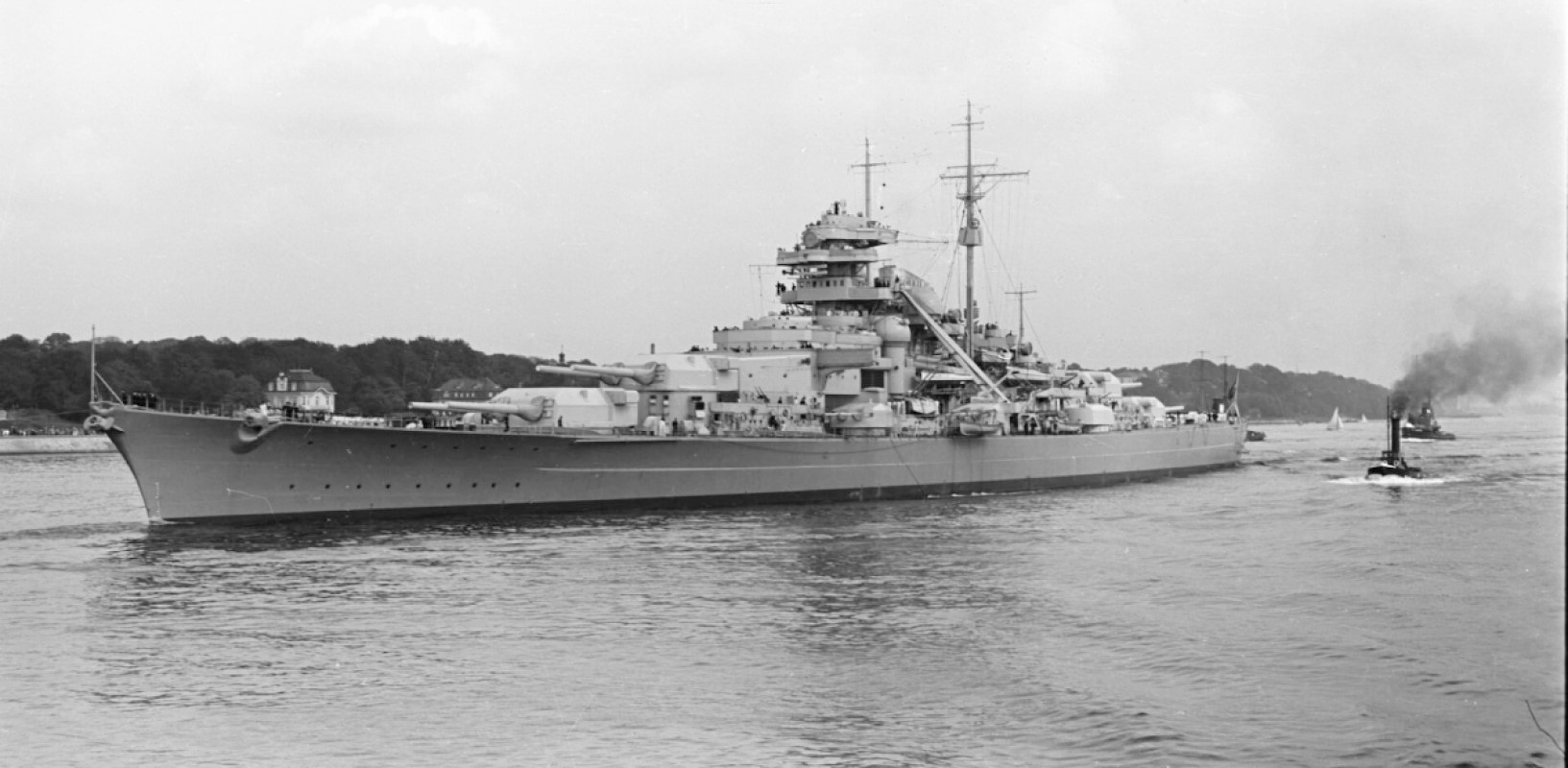
俾斯麦号于1940年9月15日首度驶离汉堡

1940年11月，米伦海姆-雷希贝格被送往基尔的海军舰炮学校，以完成他的重炮训练课程，从而结束了其作为林德曼私人副官的职务。林德曼的新任副官是信号官、海军少尉沃尔夫冈·赖纳（Wolfgang Reiner）。俾斯麦号的主炮是在11月下旬进行首次试射，实验证明这是一个极稳定的火炮平台。在1940年的舰上圣诞庆祝活动结束后，林德曼以及大多数军官、士官和水兵都返回原籍地休假。在林登曼离开俾斯麦号期间，第一炮官、海军少校阿达尔贝特·施奈德接替了他的职务。林德曼与其妻子和女儿共度了假期，至1941年1月1日返舰。
1941年4月28日，舰只与船员准备就绪，并完成了可执行为期三个月任务的补给。林德曼通知海军总司令部、海军北部和西部集团（Marinegruppen Nord und West）以及舰队司令部，俾斯麦号已经做好了行动准备。5月13日，舰队司令、海军上将京特·吕特晏斯及其随员登上俾斯麦号进行了首次操练，以测试舰队司令部和俾斯麦号军官之间的通信链。
1941年5月5日，阿道夫·希特勒在陆军元帅威廉·凯特尔、前海军副官卡尔-耶斯科·冯·普特海默中校以及空军副官尼古劳斯·冯·贝洛上校等人的陪同下，造访了俾斯麦号。在海军大将埃里希·雷德尔缺席的情况下，吕特晏斯带领希特勒参观了该舰，并视察各战斗岗位。希特勒与吕特晏斯还私下会面，讨论了在北大西洋执行任务的风险。会议结束后，希特勒和俾斯麦号的军官们在军官餐厅共进午餐，其间希特勒谈及美国人不愿意卷入战争。林德曼公开反对希特勒的观点，他表示不能排除美国参战的可能性。

### 莱茵演习行动

莱茵演习行动示意图以及皇家海军（黑线）对抗俾斯麦号战列舰和歐根亲王号重巡洋舰（红线）的线路图

莱茵演习行动的目的是让俾斯麦号和重巡洋舰歐根亲王号（由林德曼的“1913届”同学、海军上校赫尔穆特·布林克曼指挥）闯入大西洋，并袭击同盟国的船运。雷德尔大将对特遣部队总司令吕特晏斯上将的命令为：“俾斯麦号的目标并非要击败同等实力的敌人，而是在拖延中牵制他们，同时尽可能地保持战斗力，以便让歐根亲王号能够接近护航的商船”，同时“该行动的主要目标是敌人的商船，敌舰只有在必要的时候才会交战，而且不会有太大的风险”。
1941年5月19日02:00，俾斯麦号和歐根亲王号离开哥滕哈芬，穿过波罗的海，向大西洋进发。吕特晏斯并不知道，英国人所截获的信号足以推断出德国海军可能会在该地区展开行动。5月20日，瑞典巡洋舰哥特兰号在向西北方向经过哥德堡时率先遇到了德国特遣部队。英国海军部是通过一名驻斯德哥尔摩的挪威军官得知这一消息的，这份报告最终转交至英国海军驻瑞典专员、海军上校亨利·德纳姆（Henry Denham）手中。收到这份报告的警告后，英国海军部要求对挪威海岸进行空中侦察。5月21日13:15，一架喷火式侦察机在卑尔根附近的格里姆斯塔峡湾（60°19.49′N 5°14.48′E / 60.32483°N 5.24133°E）发现并拍摄了德国特遣部队。5月23日傍晚19:22，德国部队被在丹麦海峡巡逻的重巡洋舰萨福克号和诺福克号发现，它们正等待德军突围。警报响起后，林德曼于20:30通过对讲机宣布：“左舷发现敌人，舰只开始战斗（Feind in Sicht an Backbord, Schiff nimmt Gefecht auf）”！俾斯麦号发出五轮齐射，但未能直接命中。装备严重落后的英国巡洋舰遂退到一个安全距离，一直尾随敌人直至己方的重型部队能够靠近为止。然而，在这次战斗中，俾斯麦号的前视雷达由于重炮的轰击震动而失灵，因此吕特晏斯不得不命令歐根亲王号航行在俾斯麦号的前方，以便为编队提供前向的雷达掩护。
在1941年5月24日的丹麦海峡海战中，英国战列巡洋舰胡德号被击沉，击沉者可能是俾斯麦号。在05:00，歐根亲王号的水听器侦测到左舷有一艘身分不明的舰船。德国人于05:45看到了两艘船的烟囱，第一炮官阿达尔贝特·施奈德少校最初将其报告为两艘重巡洋舰。英国人的第一轮齐射表明它们是战列舰，但直到英国特遣部队转向左舷，它们的确切身分才被披露。英舰于05:53开始向德国特遣部队开火。海军中将兰斯洛特·霍兰德原计划先瞄准俾斯麦号，但由于德军作战序列的颠倒，胡德号转而向歐根亲王号开火。德国特遣部队则仍在等待开始开火的命令，但吕特晏斯上将并没有立即下达命令。两分钟后，即在施奈德数次询问“是否允许开火（Frage Feuererlaubnis）？”后，已迫不及待的林德曼回答道：“我不会让本舰从我的屁股底下被射穿。允许开火（Ich lasse mir doch nicht mein Schiff unter dem Arsch wegschießen. Feuererlaubnis）！”。至06:01，当俾斯麦号在18,000（20,000碼）的射程内进行第五轮齐射时，似乎击中了胡德号的主桅。这有可能是一枚380（15英寸）炮落在了主桅和桅杆后的“X”炮塔之间的某处。一团巨大的火焰从胡德号的主桅附近喷出。随后是毁灭性的弹药库爆炸，摧毁了舰艉。这一爆炸使胡德号的主桅至后烟囱之间断成两截，它在三分钟内就沉没了，其中舰艏几乎是以垂直的角度沉入水中。

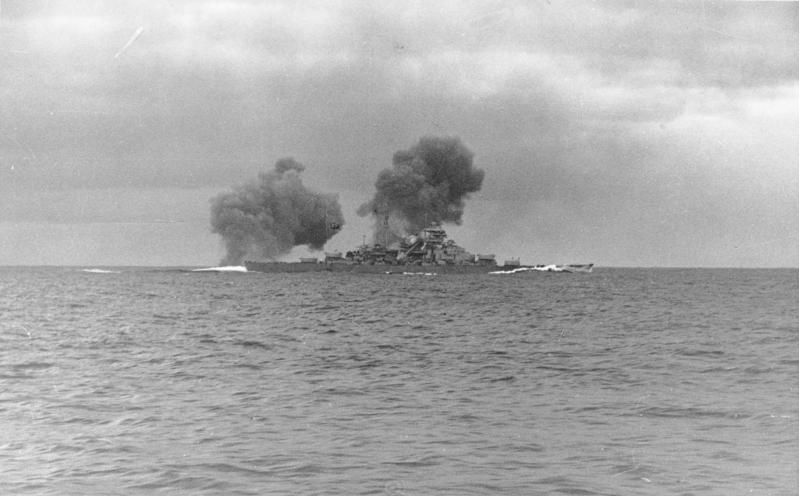
俾斯麦号向威尔士亲王号开火（歐根亲王号视角）

爆炸之后，威尔士亲王号战列舰成为两艘德国舰只的攻击目标，并在遭到七次直接命中后（俾斯麦号四次、歐根亲王号三次），于大约06:09脱离战斗。在短暂的交锋中，威尔士亲王号也三次命中俾斯麦号，其中第一次击中了一艘舰载指挥艇，并导致舰舯的浮筒机弹射器失效。第二枚炮弹命中了水线上方的艏楼，从一侧穿透至另一侧。第三枚则击中水线装甲带下方，并在接触防鱼雷舱壁时爆炸，使得涡轮发电机舱被完全淹没并蔓延至相邻的锅炉房。这两发炮弹对俾斯麦号造成的损害使约2,000公噸（2,200短噸）海水灌入舰内。
此时，林德曼和吕特晏斯在如何最好地继续执行任务方面存在分歧。作为一艘战列舰的指挥官，林德曼受战术态势的驱使，想要追击受损的威尔士亲王号（德国人当时并不知道该舰是威尔士亲王号，但知道这是一艘英王乔治五世级舰只）。吕特晏斯则显然更多是考虑到了“避免与类似敌方部队不必要接触”的舰队命令，未经讨论便拒绝了林德曼。两人在对待舰只维修的地点上也存在分歧，林德曼主张穿越丹麦海峡折返挪威的卑尔根；吕特晏斯同样拒绝了他的要求，并下令安排一条去往法国圣纳泽尔的航线。当天下午，吕特晏斯上将命令歐根亲王号脱离俾斯麦号，并独立行动对敌人展开通商破坏。至傍晚18:14，歐根亲王号与俾斯麦号完成分离，前者于1941年6月1日安全抵达法国布雷斯特。没有幸存者能直接见证这种不同意见，但据舰桥舵手、一等兵海因茨·施塔特（Heinz Staat）称，他记得第一瞭望官、海军中校汉斯·厄尔斯（Hans Oels）与舰队参谋之间的通话，通话中暗示林德曼一直在试图说服吕特晏斯去追击敌人。一位通信员在回到下面的袍泽之中时，谈及了舰桥上的“气氛紧张（dicke Luft）”。
在英国皇家海军的不懈努力下，俾斯麦号于三天后被击沉。5月24日23:30（当地时间19:30），隶属第825海军航空联队、受海军少校尤金·埃斯蒙德指挥的9架剑鱼式轰炸机从胜利号航空母舰起飞，向俾斯麦号发动攻击。其中一击命中，杀害了海军上士库尔特·基希贝格（Kurt Kirchberg），但仅对俾斯麦号的装甲带造成了表面损伤。5月26日上午10:30，隶属皇家空军海岸司令部、来自第209联队的一架卡特琳娜侦察机又在圣纳泽尔以西约700海里（1,300；810英里）处发现了俾斯麦号。由海军上将詹姆斯·萨默维尔指挥的英国战斗群H部队奉命拦截俾斯麦号，其主要成员有航空母舰皇家方舟号、一战时期的战列巡洋舰声望号以及轻巡洋舰谢菲尔德号。当晚19:15，皇家方舟号的15架剑鱼发动了进攻。俾斯麦号于20:30响起空袭警报。大约15分钟后，俾斯麦号可能被一枚鱼雷击中；而在大约21:00，另一枚鱼雷击中并卡死了俾斯麦号的左舵轴，使其锁定在左转12°的方位。损害控制组努力恢复转向控制并解除了中部和右舷舵，但无法松开左舷舵。由于施加了不对称的动力，速度下降至8節（15每小時；9.2英里每小時），俾斯麦号很快便被追击的皇家海军从后赶上。当海军上校菲利普·维安率领的第四驱逐区舰队的舰群攻击俾斯麦号时，警报于23:00再次响起。整个晚上，俾斯麦号都遭到了哥萨克号、锡克号、毛利号、祖鲁号和霹雳号轮番的鱼雷攻击，林德曼和船员们都没有得到急需的休息。
1941年5月27日早上08:00，俾斯麦号最后一次拉响警报。诺福克号于08:15发现了俾斯麦号，而战列舰罗德尼号于08:48向俾斯麦号开火。后者于08:09还击。进一步卷入最后一战的还有战列舰乔治五世国王号、重巡洋舰诺福克号和多塞特郡号。鱼雷轰炸机则没有参加最后的战斗。俾斯麦号的前部舰艛于8:53被击中，两座前炮塔都于09:02失效，主炮指挥阿达尔贝特·施奈德就此遇难。后部的指挥阵位于09:18被毁，朵拉炮塔也于09:24失效。俾斯麦号于09:40再次受到重击，导致舰舯起火，岂撒炮塔于09:50被击中后同样失灵。至10:00，舰上所有武器都已哑火。由于燃料不足，罗德尼号和乔治五世国王号不得不在俾斯麦号沉没之前便脱离交战。当德国人正准备凿沉俾斯麦号时，多塞特郡号发射的三枚鱼雷击中了舰侧装甲。俾斯麦号于10:36在48°10′N 16°12′W / 48.167°N 16.200°W处沉没，距离韦桑岛以西约300海里（560；350英里）。多塞特郡号救起85人，毛利号则救起了25人。另有5名船员是由德国海军上尉艾特尔-弗里德里希·肯特拉特指挥的U-74号潜艇和气象观测船萨克森森林号救出。潜艇舰队总司令卡尔·邓尼茨下令由海军上尉赫伯特·沃尔法特指挥的U-556号潜艇去往取出俾斯麦号的战斗日志。由于缺乏鱼雷和燃料不足，沃尔法特请求将命令转移至U-74号。U-74号未能及时到达俾斯麦号所在地点，战斗日志也从未找到。

### 阵亡
布卡德·弗赖赫尔·冯·米伦海姆-雷希贝格最后一次见到林德曼就在最后一战前的早晨08:00左右，地点位于舰桥上。米伦海姆-雷希贝格将通常聪明、幽默、乐观的林德曼描述为悲观和孤僻。米伦海姆-雷希贝格试着与他交谈，但未被理睬，前者并不清楚这是由于战斗疲劳，还是因为和吕特晏斯的分歧使他意志消沉。

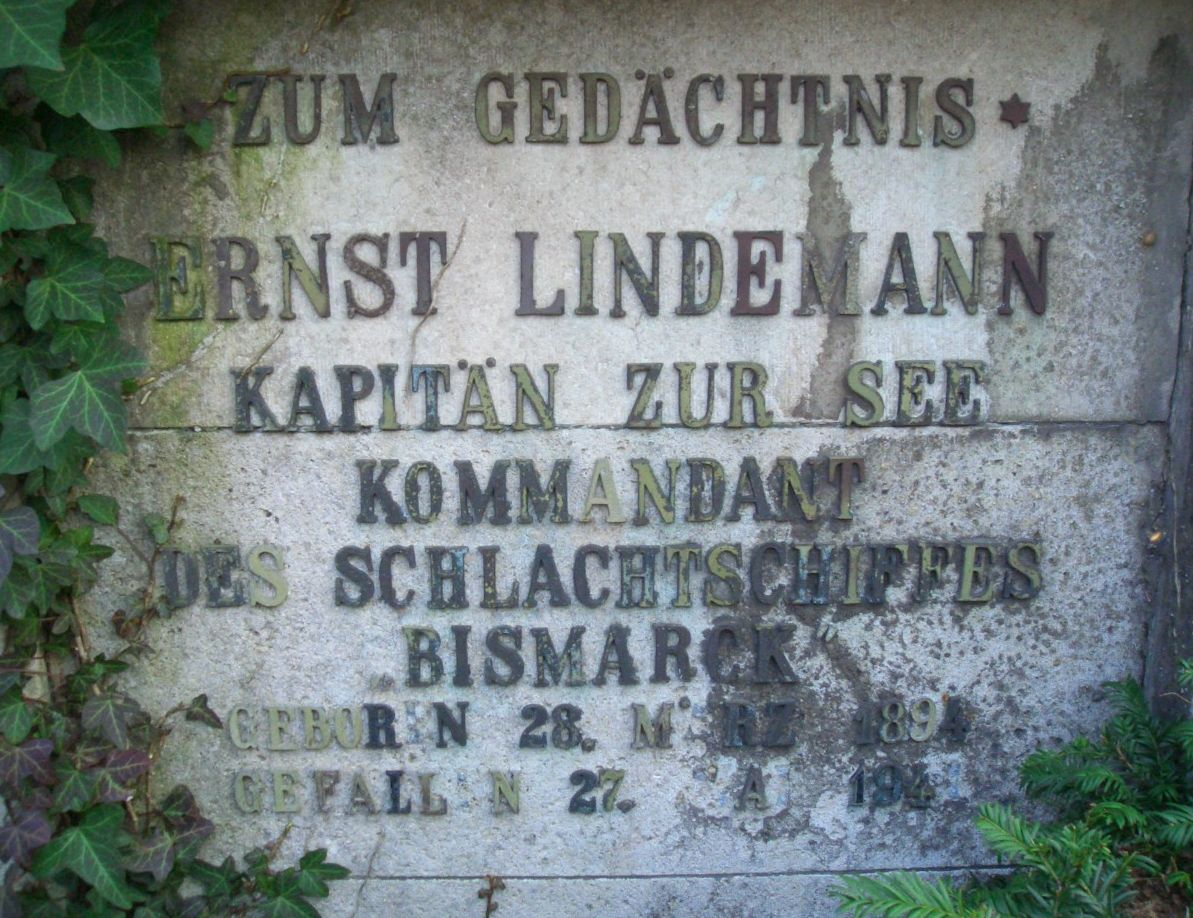
位于柏林达勒姆公墓内的恩斯特·林德曼舰长墓碑

林德曼的尸体一直没有找到，人们认为他、吕特晏斯和其他军官可能是在战斗中丧生的，当时英国军舰的炮火于09:02砸落在俾斯麦的舰桥上。1989年，负责寻找泰坦尼克号的海洋生物学家罗伯·巴拉德发现了俾斯麦号的残骸，他见到前部舰艛的大部分已被炮弹炸飞，同时在司令塔周围分布有逾50个炮孔。这也为该理论提供了依据。
另一种情况是，林德曼可能在舰只的控制系统无法正常工作时——即在指挥台遭到致命攻击之前，便已离开了他的战斗阵位，以便发出弃舰命令。幸存的二等兵保罗·希伦（Paul Hillen）在战斗的最后阶段设法逃到了上层甲板，他表示当时见到有20－30个人站在舰艏，其中一位戴着白色的尖顶帽。而在海上航行的德国军舰中，通常只有舰长才会佩戴白帽。
此外，据当时已落水的幸存者、轮机兵鲁道夫·勒默尔（Rudolf Römer）声称，他看到林德曼站在舰艏，靠近俾斯麦号前部的安东炮塔。据称林德曼正与他的通信员——一位一等兵在一起，并试图劝说他的通信员来救自己。为此，通信员拉着林德曼的手一同走到前部的旗杆处。舰只倾覆时，两人简要立正，然后林德曼与他的通信员互相敬礼。当舰只翻向左舷后，通信员掉入水里。林德曼抓住旗杆继续向他敬礼，与俾斯麦号一同沉没了。

### 骑士铁十字勋章
林德曼的1913届袍泽都在他阵亡后慰问了其年轻的遗孀。1913届学员的前任总干事、海军上校奥托·克吕贝尔（Otto Klüber）于1941年秋天与林德曼夫人取得联系，并授予她荣誉会员的资格。同年圣诞节后不久的12月27日，即俾斯麦号沉没及其指挥官阵亡的七个月后，恩斯特·林德曼舰长获颁了一枚追授的骑士铁十字勋章。他获此殊荣，是因为海军总司令部认为，他以娴熟的领导能力对摧毁英国战列巡洋舰胡德号以及重创英国战列舰威尔士亲王号作出了重大贡献。
林德曼的第一炮官——海军少校阿达尔贝特·施奈德此前已于1941年5月21日便被授予了骑士铁十字勋章。按照传统，指挥官应该比其他任何船员都先获得此荣誉。这一例外遭到了德意志國防軍各方面的批评。据认为，恩斯特·林德曼的堂兄、前骑兵上将格奥尔格·林德曼曾出面干预此事。1942年1月6日星期二，海军大将埃里希·雷德尔在达勒姆向林德曼夫人颁赠了骑士铁十字勋章，他与林德曼有着20年的同志友谊，可以追溯至国家海军初期。雷德尔将持续为林德曼的母亲和遗孀提供道德和情感上的支持。

## 勋章及荣誉
- 铁十字勋章（1914年）
  - 二级
  - 一级（1919年9月27日）[21]
- 腓特烈·奥古斯特十字勋章（英语：Friedrich August Cross），二级[22][77]
- 奥斯曼战争勋章（英语：Ottoman War Medal），亦称“加里波利之星”或“铁新月”[21][22]
- 一战荣誉十字勋章（英语：Honour Cross of the World War 1914/1918）（1934年12月6日）[21]
- 长期服役奖章
  - 二级至四级（1936年10月2日）[21][22]
  - 一级（1938年3月16日）[21]
- 西班牙海军功绩十字勋章（英语：Crosses of Naval Merit），三级（1939年6月6日）[21][22]
- 西班牙白色海军功绩十字勋章（1939年8月21日）[21][22]
- 西班牙金色海军功绩十字勋章，三级（1939年8月21日）[21][22]
- 瑞典皇家佩剑勋章（英语：Order of the Sword）（1941年1月11日）[22][78]
- 戰功十字勳章，二级佩剑（1941年1月20日）[22][78]
- 帶扣鐵十字勳章（1939年）
  - 二级和一级（1941年5月）[22][78]
- 骑士铁十字勋章于1941年12月27日作为战列舰俾斯麦号的舰长兼司令而追授[79][80][81]
- 舰队战袖章（英语：High Seas Fleet Badge）（1942年4月1日追授）[78]

### 林德曼炮台

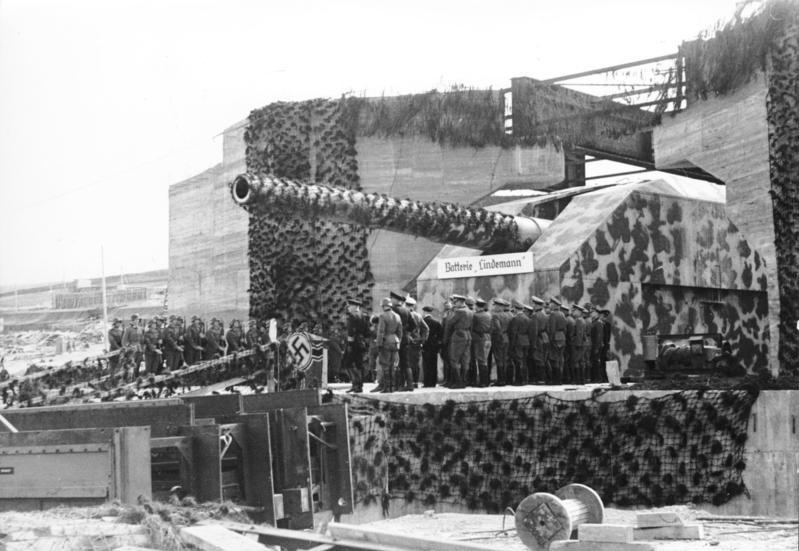
林德曼炮台于1942年

为了纪念已故的林德曼舰长，1942年9月19日，位于加来和布洛涅之间的桑加特重型海军炮台被岸防指挥官、海军少将弗里德里希·弗里修斯命名为“林德曼炮台”（Batterie Lindemann）。该炮台由三门安置在掩体内的406毫米SK C/34型艦炮组成，原本计划用于早期的H级战列舰。在此之前，这些大炮被称为“石勒苏益格-荷尔斯泰因炮台”（Batterie Schleswig-Holstein）或“大德意志炮台”（Batterie Groß-Deutschland），设于波兰的海尔半岛。该炮台于1944年9月26日傍晚被加拿大军队摧毁。如今，这座建筑的一部分被从英吉利海峡隧道挖出的材料所覆盖，仅带有一些小型坚固支撑点的指挥所仍然可见。

## 流行文化
奥地利演员卡尔·默纳曾在1960年上映的英国黑白战争电影中饰演恩斯特·林德曼舰长。这部电影改编自作家塞西尔·斯科特·福雷斯特的小说《俾斯麦号的最后九日》。

### 引用
1. ↑  Grützner，第15頁.
2. ↑  Grützner，第16–17頁.
3. ↑  . www.uni-protokolle.de.   [29 March 2011]. （原始内容存档于2016-08-11）.
4. 1 2  Grützner，第21頁.
5. ↑  Grützner，第209頁.
6. ↑  Hildebrand & Röhr & Steinmetz，第37頁.
7. ↑  Grützner，第225–226頁.
8. ↑  Grützner，第21–22, 29頁.
9. ↑  Grützner，第23頁.
10. ↑  Grützner，第66頁.
11. ↑  Grützner，第72頁.
12. ↑  Grützner，第86頁.
13. ↑  Grützner，第91頁.
14. ↑  Grützner，第92頁.
15. ↑  Grützner，第137頁.
16. ↑  Grützner，第25–26頁.
17. ↑  Dörr，第11–12頁.
18. ↑  Grützner，第27頁.
19. ↑  Grützner，第28–29頁.
20. ↑  Grützner，第29–33頁.
21. 1 2 3 4 5 6 7 8 9 10 11  Grützner，第212頁.
22. 1 2 3 4 5 6 7 8 9 10 11 12 13 14 15 16 17 18  Dörr，第12頁.
23. ↑  Grützner，第35–37頁.
24. ↑  Grützner，第39–41頁.
25. ↑  Grützner，第41頁.
26. ↑  Grützner，第48–51頁.
27. ↑  Grützner，第56–58頁.
28. ↑  Grützner，第60–62, 211–212頁.
29. 1 2  Grützner，第211頁.
30. ↑  Grützner，第74, 212頁.
31. ↑  Grützner，第76–78, 211頁.
32. ↑  Grützner，第89–96, 212頁.
33. ↑  Grützner，第91–100, 212頁.
34. ↑  Grützner，第100–101頁.
35. ↑  Grützner，第102–128頁.
36. ↑  Grützner，第130頁.
37. ↑  Grützner，第139–142, 212頁.
38. ↑  Grützner，第144頁.
39. ↑  Grützner，第221–222頁.
40. ↑  Grützner，第145頁.
41. ↑  Müllenheim-Rechberg，第15–16頁.
42. ↑  Grützner，第153頁.
43. ↑  Grützner，第152, 397頁.
44. ↑  Müllenheim-Rechberg，第43頁.
45. ↑  Müllenheim-Rechberg，第44–45頁.
46. ↑  Grützner，第157頁.
47. ↑  Müllenheim-Rechberg，第62頁.
48. ↑  Müllenheim-Rechberg，第63頁.
49. ↑  Müllenheim-Rechberg，第71–73頁.
50. ↑  Boyne，第53–54頁.
51. ↑  Grützner，第172–174, 313頁.
52. ↑  Grützner，第179頁.
53. ↑  Müllenheim-Rechberg，第103–106頁.
54. ↑  Grützner，第180頁.
55. ↑  Grützner，第181頁.
56. ↑  Campbell，第25–28頁.
57. ↑  Müllenheim-Rechberg，第110–111頁.
58. ↑  Grützner，第184頁.
59. ↑  Bercuson & Herwig，第165–166頁.
60. ↑  Bercuson & Herwig，第171–172頁.
61. ↑  Hildebrand & Röhr & Steinmetz，第41頁.
62. ↑  Grützner，第182–183頁.
63. ↑  Mitcham，第426頁.
64. ↑  Grützner，第186–187頁.
65. ↑  Boyne，第66頁.
66. ↑  Grützner，第190–191頁.
67. ↑  Hildebrand & Röhr & Steinmetz，第81頁.
68. ↑  Müllenheim-Rechberg，第195–197頁.
69. ↑  Bercuson & Herwig，第291頁.
70. ↑  Jackson，第87頁.
71. ↑  . The Wreck.   [4 February 2011]. （原始内容存档于2010-11-20）.
72. ↑  Grützner，第201頁.
73. ↑  Gröner，第35頁.
74. ↑  Grützner，第202頁.
75. ↑  McGowen，第58–59頁.
76. 1 2  Grützner，第205頁.
77. ↑  . Berlin: Reichswehrministerium, Mittler & Sohn. 1932: 44.
78. 1 2 3 4  Grützner，第213頁.
79. ↑  Fellgiebel，第292頁.
80. ↑  Fellgiebel & Colton & Rogers，第239頁.
81. ↑  Scherzer，第507頁.
82. ↑  Grützner，第213–216頁.
83. ↑  互联网电影数据库（IMDb）上《Sink the Bismarck!》的资料（英文）. Retrieved 8 April 2011.

### 文献
- Ballard, Robert D. . Toronto: Madison Publishing. 1990. ISBN 978-0-7858-2205-9.
- Bercuson, David J.; Herwig, Holger H. . New York: The Overlook Press. 2003. ISBN 978-1-58567-397-1.
- Boyne, Walter. . New York: Simon & Schuster. 1997. ISBN 978-0-684-83914-1.
- Dörr, Manfred. . Osnabrück: Biblio Verlag. 1996. ISBN 978-3-7648-2497-6.
- Fellgiebel, Walther-Peer. . Friedberg, Germany: Podzun-Pallas. 2000 [1986]. ISBN 978-3-7909-0284-6.
- Fellgiebel, Walther-Peer; C. F., Colton; Rogers, Duncan. . Helion & Company Limited. 2003  [6 April 2011]. ISBN 978-1-874622-46-8.
- Grützner, Jens. . VDM Heinz Nickel. 2010. ISBN 978-3-86619-047-4.
- Hildebrand, Hans H.; Röhr, Albert; Steinmetz, Hans-Otto. . Mundus Verlag. 1990. ASIN B003VHSRKE.
- Jackson, Robert. . Staplehurst: Spellmount. 2002. ISBN 978-1-86227-173-9.
- Kennedy, Ludovic. . 2001. ISBN 978-0-304-35526-6.
- McGowen, Tom. . Brookfield, Connecticut: Twenty-First Century Books. 1999. ISBN 978-0-7613-1510-0.
- Mitcham, Samuel W. . Westport, Connecticut: ABC-CLIO. 2008. ISBN 978-0-275-99659-8.
- Müllenheim-Rechberg, Burkard. . Annapolis, MD: Naval Institute Press. 1980. ISBN 978-0-87021-096-9.
- Scherzer, Veit. . Jena: Scherzers Militaer-Verlag. 2007. ISBN 978-3-938845-17-2.
- Campbell, John. . Annapolis, MD: Naval Institute Press. 1985. ISBN 0-87021-459-4.
- Gröner, Erich. . Annapolis, MD: Naval Institute Press. 1990. ISBN 978-0-87021-790-6.